# Brasilaphthona lineolata
Brasilaphthona lineolata is een keversoort uit de familie bladkevers (Chrysomelidae). De wetenschappelijke naam van de soort werd in 1876 gepubliceerd door Edgar von Harold.